# Mark Eden (Schauspieler)
Mark Eden (* 14. Februar 1928 in London als Douglas John Malin; † 1. Januar 2021 ebenda) war ein britischer Schauspieler.

## Leben und Karriere
In den 1950er-Jahren sammelte Malin erste Bühnenerfahrungen als Amateurschauspieler und später als Theaterassistent, während er zugleich mit einer Tuberkulose zu kämpfen hatte, ehe er mit fast 30 Jahren schließlich unter dem Künstlernamen Mark Eden professioneller Schauspieler wurde. Zwischen 1958 und 2013 wirkte Mark Eden an insgesamt über 100 verschiedenen Film- und Fernsehproduktionen mit. In den 1960er-Jahren hatte er einige nennenswerte Kinorollen, so etwa an der Seite von Richard Attenborough und Kim Stanley in dem Thriller An einem trüben Nachmittag, als britischer Offizier in dem Kriegsfilm Sturm auf die eiserne Küste und als Gegenspieler zu Christopher Lees Schurken in Die Hexe des Grafen Dracula. In dem Filmepos Doktor Schiwago von David Lean hat er zu Filmanfang einen Kurzauftritt als ehrgeiziger sowjetischer Ingenieur.
Während Eden sich in Kinofilmen meistens auf Nebenrollen beschränken musste, spielte er in Serien wie Catch Hand oder The Newcomers auch Hauptrollen. In der ikonischen Serie Doctor Who spielte er 1964 in sieben Folgen, die bis heute weitgehend verschollen sind, die Rolle des Marco Polo. Dem britischen Fernsehpublikum war er durch seine Mitwirkung an der Serie Coronation Street bekannt, in der er zwischen 1986 und 1989 als schurkischer Alan Bradley zum Haupt-Antagonisten der Sendung wurde. Zuletzt war er 2013 in dem Fernsehfilm Ein Abenteuer in Raum und Zeit in einer Nebenrolle zu sehen, in dem die Anfänge von Doctor Who geschildert wurden, an denen er fast ein halbes Jahrhundert zuvor auch mitgewirkt hatte.
Mark Eden war dreimal verheiratet, zuletzt ab 1993 mit der ebenfalls aus Coronation Street bekannten Schauspielerin Sue Nicholls (* 1943). Er hatte drei Kinder. Eden starb an Neujahr 2021 im Alter von 92 Jahren, nachdem er zuletzt an Alzheimer erkrankt war.

## Filmografie (Auswahl)
- 1958: Quatermass and the Pit (Fernsehserie, eine Folge)
- 1961: Was geschah im College (Out of the Shadow)
- 1961/1962: Mit Schirm, Charme und Melone (The Avengers; Fernsehserie, zwei Folgen)
- 1962: The Password Is Courage
- 1962: Ein Königreich für einen Affen (Operation Snatch)
- 1962: Das indiskrete Zimmer (The L-Shaped Room)
- 1963: Himmlische Freuden (Heavens Above!)
- 1963: Der Partner (The Partner)
- 1964: Doctor Who (Fernsehserie, sieben Folgen)
- 1964: Catch Hand (Fernsehserie, neun Folgen)
- 1964: An einem trüben Nachmittag (Séance on a Wet Afternoon)
- 1965: Die Goldpuppen (The Pleasure Girls)
- 1965: Doktor Schiwago (Doctor Zhivago)
- 1966: The Newcomers (Fernsehserie, 27 Folgen)
- 1967: Was kommt danach…? (I’ll Never Forget What’s ’isname)
- 1967: Der Mann mit dem Koffer (Man in a Suitcase; Fernsehserie, 1 Folge)
- 1968: Crime Buster (Fernsehserie, 13 Folgen)
- 1968: Sturm auf die eiserne Küste (Attack on the Iron Coast)
- 1968: Die Hexe des Grafen Dracula (Curse of the Crimson Altar)
- 1972: Lord Peter Wimsey – Diskrete Zeugen (Clouds of Witness; Fernseh-Miniserie, fünf Folgen)
- 1974: Edgar Briggs – Das As der Abwehr (The Top Secret Life of Edgar Briggs; Fernsehserie, 12 Folgen)
- 1977: Jesus von Nazareth (Jesus of Nazaret; Fernseh-Miniserie)
- 1977: London Belongs to Me (Fernsehserie, sechs Folgen)
- 1980: Die Profis (The Professionals; Fernsehserie, Folge Hijack)
- 1980: Richards Erbe (Richard’s Things)
- 1981, 1986–1989: Coronation Street (Fernsehserie, 226 Folgen)
- 1985: Claudia
- 1993: Agatha Christie’s Poirot (Fernsehserie, Folge The Chocolate Box)
- 2002/2006: Doctors (Fernsehserie, zwei Folgen)
- 2013: Ein Abenteuer in Raum und Zeit (An Adventure in Space and Time; Fernsehfilm)